# Splittertarn
Splittertarn, originariamente Buntfarbenaufdruck, è un camuffamento militare delle forze armate tedesche Reichswehr risalente al 1931, usato ancora oggi in diverse varianti da svariate nazioni. Il nome Splittertarn fu coniato dalle forze armate americane dopo la seconda guerra mondiale.

## Storia

"Buntfarbenanstrich" in una variante del 1918

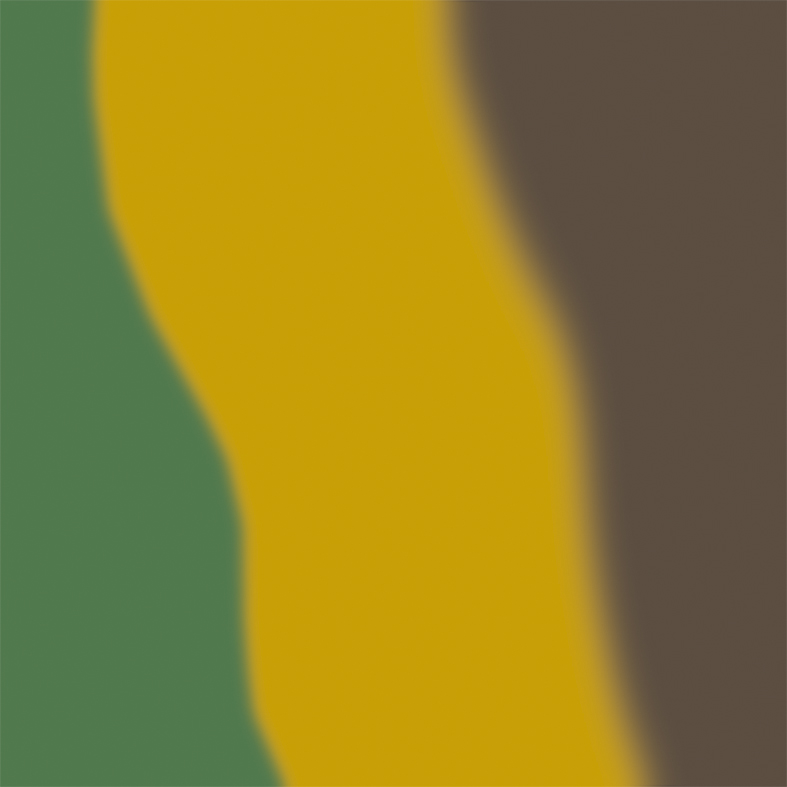
"Buntfarbenanstrich" in una variante del periodo 1935-1937

Nel 1931 venne ideato dal Reichswehr un camuffamento militare, chiamato dopo la seconda guerra mondiale dagli americani "Splittertarn". L'origine di tale camuffamento risale al luglio 1918, in uso presso l'esercito e la forza aerea del Kaiser. Le armi e gli strumenti militari vennero verniciati per camuffamento, così come i carri armati, dalla Triplice intesa fin dal 1916.
La ricostruzione dei colori originali è difficile, la numerazione RAL di quel tempo era diversa dall'attuale. È certo che in quasi venti anni di utilizzo le varianti di colore siano state diverse. I seguenti colori sono stati riscontrati nei documenti dal 1935 al 1937:
- RAL 6002 Laubgrün (verde foglia) (ex RAL Nr. 27)
- RAL 1005 Honiggelb (giallo miele) (ex RAL Nr. 22)
- RAL 8014 Sepiabraun (marrone seppia) (ex RAL Nr. 18g)

## Splittertarn e Buntfarbenaufdruck 1931

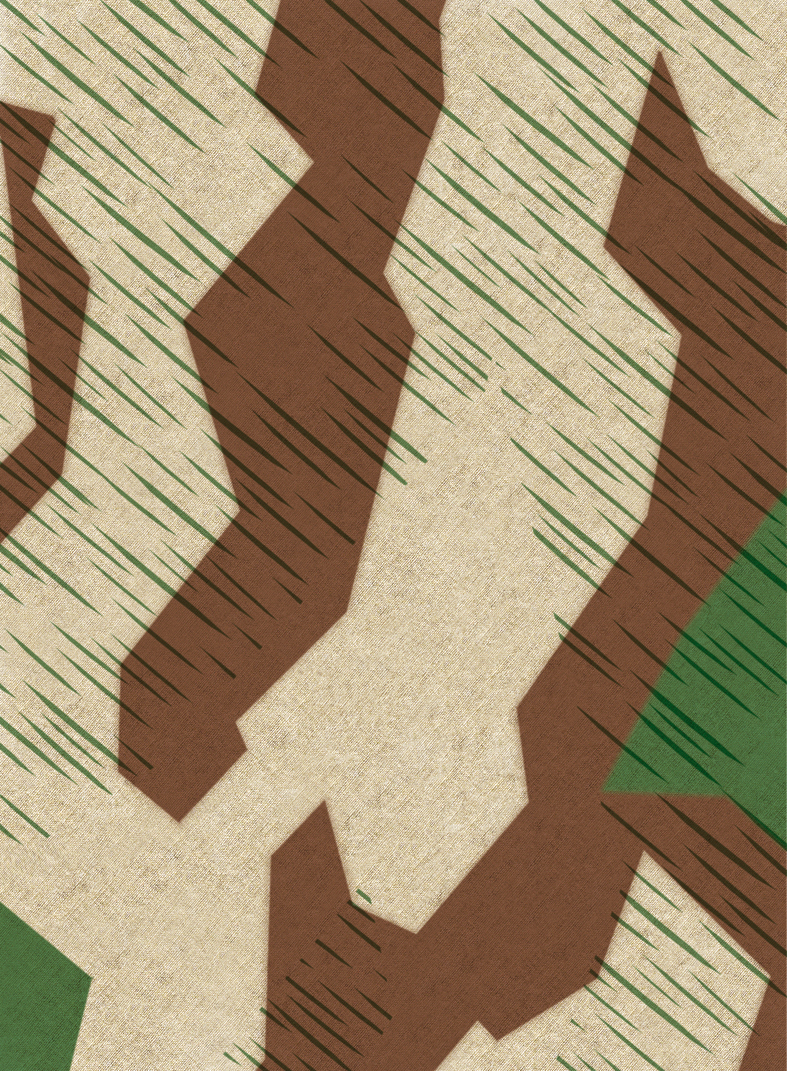
La foto mostra un camuffamento per tenda da campo secondo "Buntfarbenaufdruck 31"

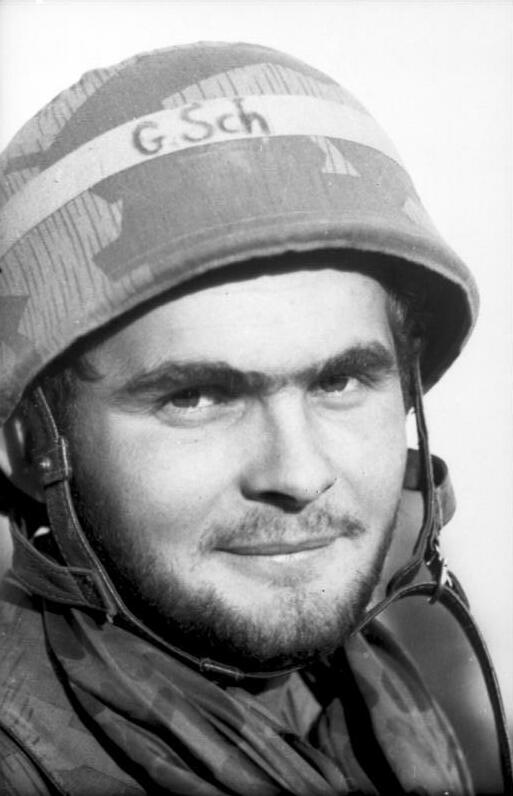
Fallschirmjäger nel 1944: Copertura dell'elmetto e giacca in "Splittertarn"

Armamenti in "Buntfarbenaufdruck" furono usati da:
- Wehrmacht Heer
- Wehrmacht Kriegsmarine
- Wehrmacht Luftwaffe
- SS-Fallschirmjäger